# Europe House

Europe House

Europe House este o clădire de birouri din București, construită în 2002 de biroul Westfourth Architecture, arh. Vladimir Arsene.
Are o suprafață de 14.300 de metri pătrați închiriabili și este deținută de compania Europolis.
Este o reprezentantă importantă a noii arhitecturi bucureștene de după 1989.
În anul 2010, valoarea imobilului era estimată la suma de 46,4 milioane de euro.